# Dorcadion holosericeum
Dorcadion holosericeum es una especie de escarabajo longicornio de la subfamilia Lamiinae. Fue descrita científicamente por Krynicki en 1832.
Se distribuye por Bielorrusia, Moldavia, Ucrania, Polonia, Rumania y Rusia. Mide 11,5-18,5 milímetros de longitud. El período de vuelo ocurre en los meses de abril y mayo.